# مرادآباد (اردل)
مرادآباد، روستایی از توابع بخش مرکزی شهرستان اردل در استان چهارمحال و بختیاری است.

## جمعیت
این روستا در دهستان دیناران قرار دارد و براساس سرشماری مرکز آمار ایران در سال ۱۳۸۵، جمعیت آن ۳۱ نفر (۶خانوار) بوده‌است.